# Halesworth
Halesworth – miasto i civil parish w Wielkiej Brytanii. w Anglii w hrabstwie Suffolk, w dystrykcie East Suffolk położone w północno-wschodnim rogu hrabstwa nad rzeką Blyth, trzy mile na zachód od Morza Północnego. W 2011 roku civil parish liczyła 4726 mieszkańców.

## Historia
Pierwsze dowody na zamieszkanie tych ziem pochodzą z czasów mezolitu (8000 – 3000 p.n.e.). Regularne osadnictwo pojawiło się tu w czasach rzymskich, a miasto powstało nad brzegiem rzeki. Położenie nad rzeką zapewniło miastu egzystencję w średniowieczu – w Domesday Book (1086) jako Halesuuorda/Halesueurda/Healesuuorda i wymienia się parafię w Halesworth i Ulfa jako odpowiedzialnego za nią duchownego. W czasach nowożytnych miasto było znane z aptekarzy i lekarzy. Było również jednym z większych centrów handlowych w okolicy – status miasta handlowego został nadany przez Henryka II w roku 1489.

## Miasta partnerskie
- Bouchain
- Eitorf